# Iglesia de San Vicente Mártir (Pelayos del Arroyo)
La iglesia de San Vicente Mártir es un templo católico del municipio español de Pelayos del Arroyo, en la provincia de Segovia.

## Descripción
Es de estilo románico y su construcción se remonta a los siglos XII-XIII. El 16 de enero de 1981 fue declarada monumento histórico-artístico de carácter nacional, mediante un real decreto publicado en el Boletín Oficial del Estado del 23 de febrero de ese mismo año, en el que se mencionaban como partes más importantes sus «pinturas murales románicas» y sus «arquerías, de bellísimos capiteles decorados con aves de cabeza de mujer y animales monstruosos». Desde el 16 de enero de 1981 tiene el estatus de bien de interés cultural.